# Lasioglossum simplex
Lasioglossum simplex är en biart som först beskrevs av Robertson 1901. Den ingår i släktet smalbin och familjen vägbin. Inga underarter finns listade i Catalogue of Life. Arten förekommer från södra Mellanvästra USA till östkusten.

## Beskrivning
Huvudet är brett, speciellt hos honan. Det och mellankroppen är blågrönt. Käkarna är brungula hos hanen. Munskölden är mörkbrun på den övre halvan, medan antennerna är mörkbruna med undersidan på de yttre delarna orangegul hos honan, rödaktig hos hanen. Benen är bruna, med fötterna rödbruna hos honan, brungula hos hanen. Vingarna är halvgenomskinliga med mörkt brungula ribbor och rödbruna vingfästen. Bakkroppssegmenten är mörkbruna med genomskinligt brungula bakkanter. Behåringen är vitaktig och gles; hanen kan dock ha något tätare behåring i ansiktet under ögonen. Som de flesta smalbin är arten liten; honan har en kroppslängd på 5,3 till 5,6 mm och en framvingelängd på 3,5 till 3,9 mm; motsvarande mått hos hanen är 4,3 till 4,7 mm för kroppslängden och 3 till 3,8 mm för framvingelängden.

## Utbredning
Arten förekommer sällsynt i USA från Kansas över Iowa och Illinois till West Virginia, Virginia och Maryland.

## Ekologi
Lasioglossum simplex bygger inte några egna bon utan är en boparasit; honan tränger in i bon av de solitära smalbina Lasioglossum trigeminum och Lasioglossum versatum, lägger ett ägg i varje larvcell, varpå larven lever av den insamlade näringen efter det värdägget eller -larven dödats.
Arten är aktiv från april till augusti. Den är polylektisk, den besöker blommande växter från flera familjer: Korgblommiga växter (gullrissläktet och röllika), flockblommiga växter (sprängörten Cicuta maculata, vildmorot och Zizia aurea), ranunkelväxter (Ranunculus fascicularis) samt rosväxter (hallonsläktingen Rubus flagellaris).